# Leon von Tripolis
Leon von Tripolis, in arabischen Quellen bekannt als Rasiq al-Wardami oder Ghulam Zurafa, war ein griechischer Renegat und Pirat, der im frühen 10. Jahrhundert für das Abbasidenkalifat kämpfte.
Leon stammte aus Attaleia, weshalb er von Johannes Skylitzes auch als Leon Attaleus bezeichnet wird. Leon geriet (wohl in jungen Jahren) bei einem arabischen Raubzug in Gefangenschaft. Er lebte im Haushalt des arabischen Gouverneurs Zurafa, konvertierte zum Islam und betätigte sich anschließend als Flottenkommandant in arabischen Diensten. Wiederholt unternahm er Kaperfahrten in das Byzantinische Reich. 904 unternahm er mit 54 großen Schiffen einen Vorstoß in Richtung Konstantinopel. Nach der Einnahme von Abydos änderte er aber seine Pläne und setzte Kurs auf die bedeutende Stadt Thessalonike, die nicht so schwer verteidigt wurde wie die byzantinische Hauptstadt. Sein größter Erfolg war schließlich die Plünderung der Stadt im Juli 904, die unter seinem Kommando erfolgte. Dabei befreite er muslimische Gefangene und eroberte mehrere byzantinische Schiffe. 
912 schlug er eine byzantinische Flotte und unternahm 921/22 Kaperfahrten in die Ägäis. Er verwüstete Lemnos, wurde dann aber von einer byzantinischen Flotte unter dem Kommando des Johannes Radenos vernichtend geschlagen. Leon selbst entkam nur knapp und wird in den Quellen nicht mehr erwähnt.